# Romelu Lukaku
Romelu Lukaku   (Anvers, 13 de maig de 1993) és un futbolista professional belga, amb orígens al Congo. Actualment juga a la SCC Napoli de la Serie A i és internacional amb la selecció de Bèlgica.

## Trajectòria futbolística

### Inicis
La seva trajectòria juvenil s'ha diversificat en diversos clubs del país: a sis anys ja entrà a les categories inferiors del Rupel Boom FC per a, un any més tard, anar al planter del KFC Wintam. Els seus salts d'equip no s'aturen aquí, un any més tard signa pel Lierse SK, equip en què ateny una estabilitat en les seues categories inferiors. Finalment després de sis anys viatja a la capital del país on és transferit al FC Brussels. Una temporada més tard firma per l'RSC Anderlecht. Fins llavors, Lukaku havia fet 121 gols en 88 partits.

### RSC Anderlecht
Lukaku es va estrenar amb el primer equip en el partit de desempat pel títol belga davant l'Standard de Lieja de la temporada 2008/09. En la següent campanya ja es va fer un lloc en l'equip titular en fer 12 gols en 20 partits en el campionat domèstic i dos gols, tots dos contra l'Amsterdamsche Football Club Ajax, en la Copa de la UEFA 2009/10. La seua progressió va continuar el seu camí fins a ser el centre d'atenció de diversos equips grans d'Europa.

### Chelsea FC
Finalment, durant el mes d'agost del 2011 es va fer oficial el seu traspàs al Chelsea FC, per 18 milions de lliures (21,6 milions d'euros). Durant la seva etapa al club anglès va disputar 15 partits, però no va marcar cap gol. Posteriorment va marxar cedit al West Brom i després a l'Everton FC.

### Everton FC
El 30 de juliol del 2014 es va fer oficial el traspàs de Romelu a l'Everton FC, procedent del Chelsea FC. El club de Liverpool va pagar un total de 35,6 milions d'euros pel jugador belga. Durant la seva etapa al combinat de Merseyside va disputar 130 partits marcant un total de 71 gols.

### Manchester United
El 10 de juliol del 2017 el jugador d'Anvers es va incorporar al Manchester United FC. El club va pagar un total de 84,7 milions d'euros per ell. Amb el club anglès va disputar 96 partits i va marcar 42 gols.

### FC Inter de Milà
El 8 d'agost de 2019 va fitxar per l'Inter de Milà de la Serie A per 80 milions d'euros. Amb el club italià va disputar un total de 72 partits, marcant 47 gols, ajudant l'equip a guanyar la lliga italiana 2020-21.

### Retorn al Chelsea FC
Després de dos anys a Milà, el 12 d'agost de 2021 es va fer oficial el seu retorn a la Premier League, concretament al club on ja havia jugat, el Chelsea FC, signant un contracte de cinc anys, per 115 milions d'euros. Aquest era el traspàs més car de la història per un club de futbol italià.

## Internacional
Amb la selecció de Bèlgica, Lukaku ha disputat dues edicions de la Copa del Món (2014 i 2018) així com dues edicions de l'Eurocopa (2016 i 2020). Al Mundial de Rússia de 2018 va marcar 4 gols i va ajudar el seu equip a arribar a les semifinals.

## Palmarès

### Títols nacionals
| Títol                | Club                | País       | Any     |
| -------------------- | ------------------- | ---------- | ------- |
| Pro League           | R. S. C. Anderlecht | Bèlgica    | 2009-10 |
| Supercopa de Bèlgica | R. S. C. Anderlecht | Bèlgica    | 2010    |
| FA Cup               | Chelsea FC          | Anglaterra | 2011-12 |
| Serie A              | Inter de Milà       | Itàlia     | 2020-21 |
| Supercopa italiana   | Inter de Milà       | Itàlia     | 2022    |
| Copa italiana        | Inter de Milà       | Itàlia     | 2022-23 |

### Títols internacionals
| Títol                        | Club       | Seu   | Any  |
| ---------------------------- | ---------- | ----- | ---- |
| Lliga de Campions de la UEFA | Chelsea FC | Múnic | 2012 |